# 弗朗茨·奥彭霍夫
弗朗茨·奥彭霍夫（Franz Oppenhoff，1902年8月18日—1945年3月25日）是第二次世界大战期间美军在占领亚琛後任命的市长。最終奥彭霍夫被海因里希·希姆莱命人刺杀。

## 生平
奥彭霍夫在科隆大学取得法学学位后成为律师，一直工作到二战爆发。奥彭霍夫是纳粹法律方面的专家，曾为天主教亞琛教區主教约翰内斯·约瑟夫·范德韦尔登担当法律代理人，也為几家犹太人開的公司當過辯護人。奥彭霍夫知道自己的所作所為得罪了盖世太保，于是便在1944年9月携妻小穿过德-比边境逃到了比利时城市奥伊彭。
1944年10月的亞琛戰役过后，美军占领全城，盟军高层想任命一位没有任何纳粹背景的人物来接管城市。盟军官员们在亚琛主教的帮助下讓奥彭霍夫出任亚琛市長。
1944年10月31日，奥彭霍夫宣誓就职，当局不准媒体拍照录像，不准知情者对外透露新市长姓名，因为奥彭霍夫还有亲属居住在纳粹德国境内，不能让他们受牵连。在10月早些时候，党卫队报纸《黑色军团》就已声称任何通敌官员都别想活过一个月。

## 嘉年华行动
纳粹政权将奥彭霍夫视作叛国者、通敌者，海因里希·希姆莱下令发动“嘉年华行动”（Unternehmen Karneval），党卫队上级集团领袖汉斯·阿道夫·普吕茨曼负责策划，执行者则是一个由4个党卫队成员和2个希特拉青年團成员组成的刺杀小组。
1945年3月25日，全部组员抵达亚琛。他們先找人把正在邻居家参加聚会的奥彭霍夫叫了过来，接着在他家门前与他对质。奥彭霍夫则试图劝他们投降。一名名叫文策尔的殺手在即将动手时犹豫了，另一位名叫莱特格布的殺手则大喊“希特勒万岁”，接着一枪击中奥彭霍夫头部。